# Gallipoli (Włochy)
Gallipoli – miejscowość i gmina we Włoszech, w regionie Apulia, w prowincji Lecce. Według danych na rok 2004 gminę zamieszkiwało 20 513 osób, 512,8 os./km².

## Historia
W czasach starożytnych miasto nosiło nazwę Anxa. Zostało przemianowane przez Greków na Kallipolis, co oznacza "piękne miasto". W 265 r. p.n.e. zostało podbite przez Rzymian i przemianowane na Callipolis. Po upadku imperium rzymskiego miasto zostało ok. 500 r. zajęte przez Bizancjum, które rozbudowało miasto, stworzyło umocnienia oraz zbudowało port na potrzeby floty wojennej. W XI w. miasto zajęli Normanowie, w  kolejnych latach było przedmiotem zatargów i wojen. Strategiczne położenie sprzyjało rozwojowi miasta, a zwłaszcza portu. Po staniu się częścią Królestwa Neapolu miasto przeżyło kolejny rozkwit i umocniło swoją pozycję centrum handlu oliwą. Po zjednoczeniu Włoch Gallipoli stało się stolicą regionu.

## Zabytki i atrakcje
- Zamek Aragoński (Castello Aragonese) – forteca położona na wschodnim krańcu historycznego centrum Gallipoli. Otoczony z trzech stron wodami Morza Jońskiego, zamek stanowił kluczowy punkt obronny miasta i portu. Odbudowany w VI w. przez Bizantyjczyków, wielokrotnie przebudowywany przez Normanów i Aragończyków. Obecna struktura pochodzi z XV wieku i charakteryzuje się masywnymi murami oraz wieżami obronnymi. Zamek był ważnym punktem strategicznym w regionie[2].
- Fontanna Grecka – znajduje się przy wejściu do starego miasta, jest uważana za jedną z najstarszych fontann we Włoszech. Jej obecny wygląd pochodzi z XVI w., a reliefy przedstawiają sceny mitologiczne. Fontanna była ważnym źródłem wody dla mieszkańców miasta[3].
- Kościół Matki Bożej Czystości (Chiesa di Santa Maria della Purità) – zbudowany w latach 1662–1665 przez bractwo portowych robotników znanych jako Bastasi. Jest znany z bogato zdobionego wnętrza, w tym malowideł sufitowych i ołtarza z polichromowanego marmuru. Odzwierciedla silne związki lokalnej społeczności z morzem i handlem portowym[4].
- Katedra św. Agaty (Basilica Concattedrale di Sant'Agata ed è la co-cattedrale della Diocesi di Nardò-Gallipoli) – barokowa świątynia zbudowana na miejscu wcześniejszego kościoła romańskiego poświęconego św. Janowi Chryzostomowi[5]. Zgodnie z tradycją, po odnalezieniu relikwii św. Agaty w 1126 r., kościół został jej poświęcony. Obecna budowla została zaprojektowana przez Giovan Bernardino Genuino, a jej fasada wykonana z lokalnego kamienia została ukończona w 1696 r. Wnętrze katedry ma plan krzyża łacińskiego z trzema nawami oddzielonymi kolumnami doryckimi[6]. W katedrze znajduje się dwanaście barokowych ołtarzy oraz liczne obrazy Giovanniego Andrei Coppoli(inne języki) i Nicola Malinconico(inne języki) przedstawiające sceny z życia św. Agaty[7].

## Osoby związane z Gallipoli
- Alessio Celadoni di Celadonia(inne języki) – biskup Gallipoli w latach 1494–1508,
- Giovanni Montoya de Cardona – biskup Gallipoli od 1659 do 1667,
- Antonio del Buffalo(inne języki) – biskup Gallipoli w latach 1668–1677,
- Emanuele Barba(inne języki) – lekarz, nauczyciel i działacz społeczny,
- Antonietta De Pace(inne języki) – włoska patriotka, edukatorka i pielęgniarka wojskowa,
- Rocco Buttiglione – włoski polityk.

## Linki zewnętrzne

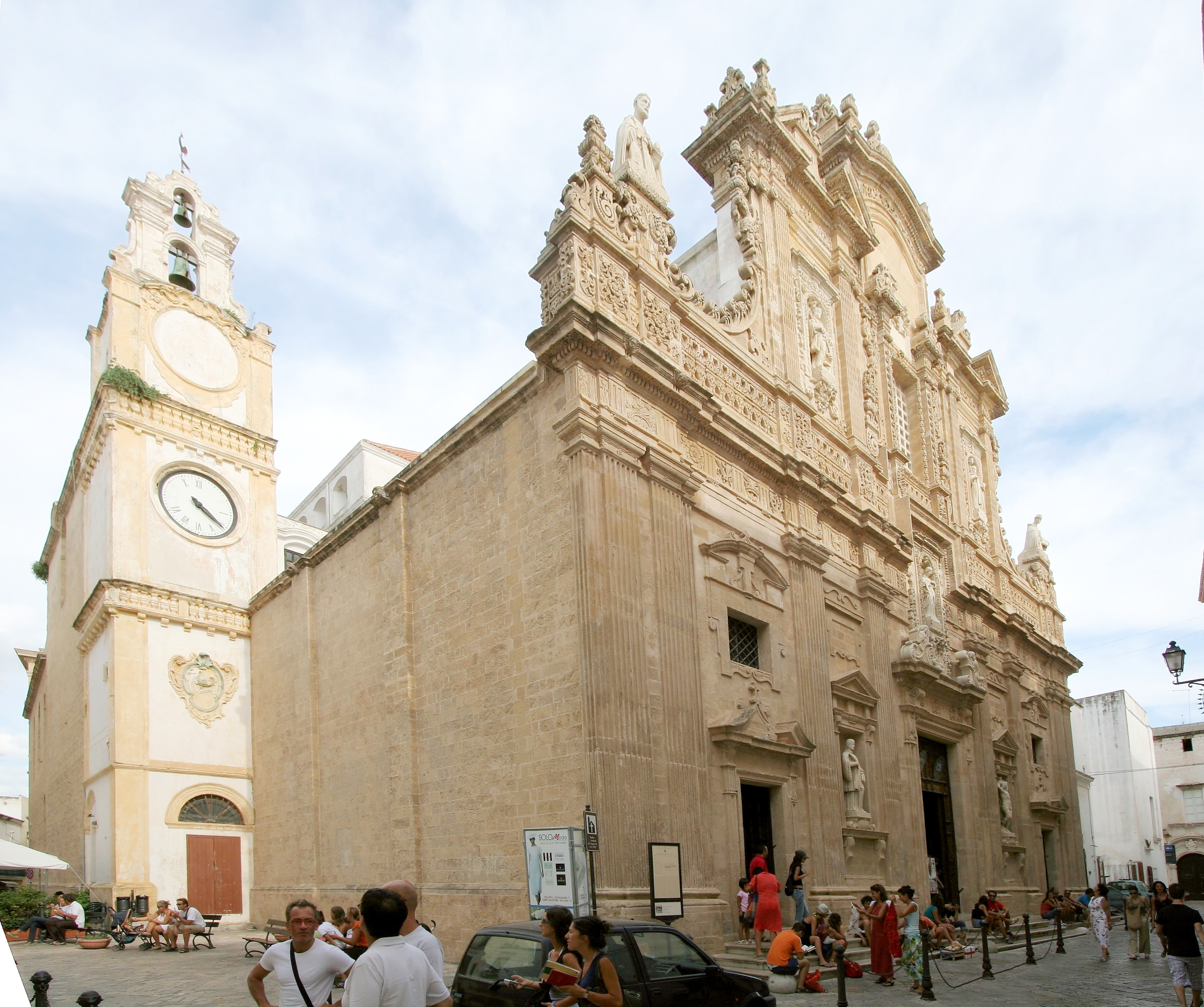
Katedra
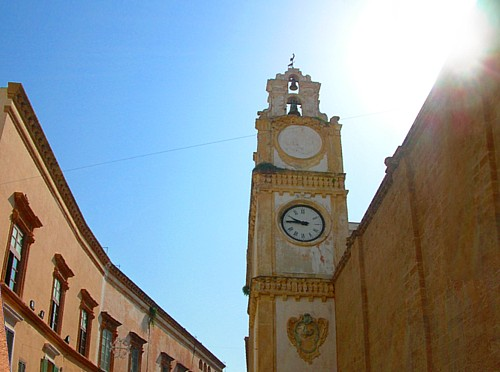
Wieża katedry
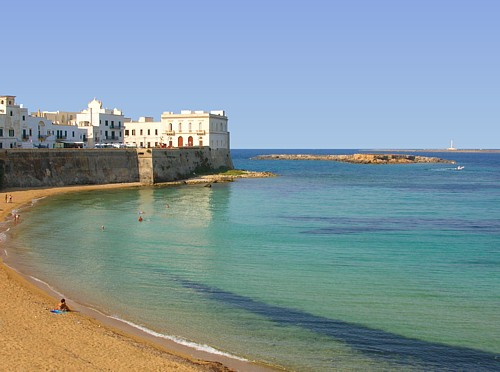
Widok od strony wybrzeża
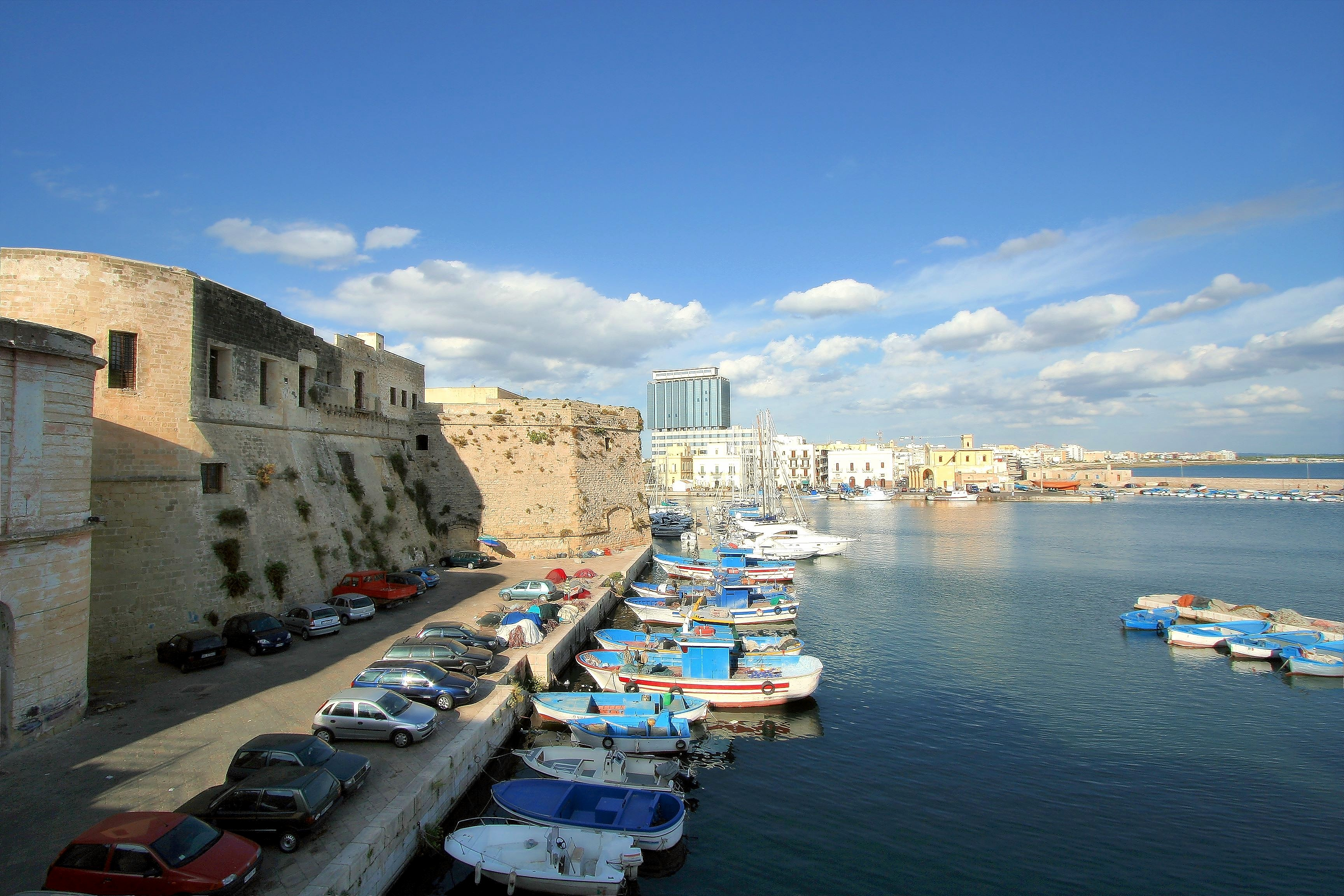
Port